# Черкезишвили, Варлаам Асланович

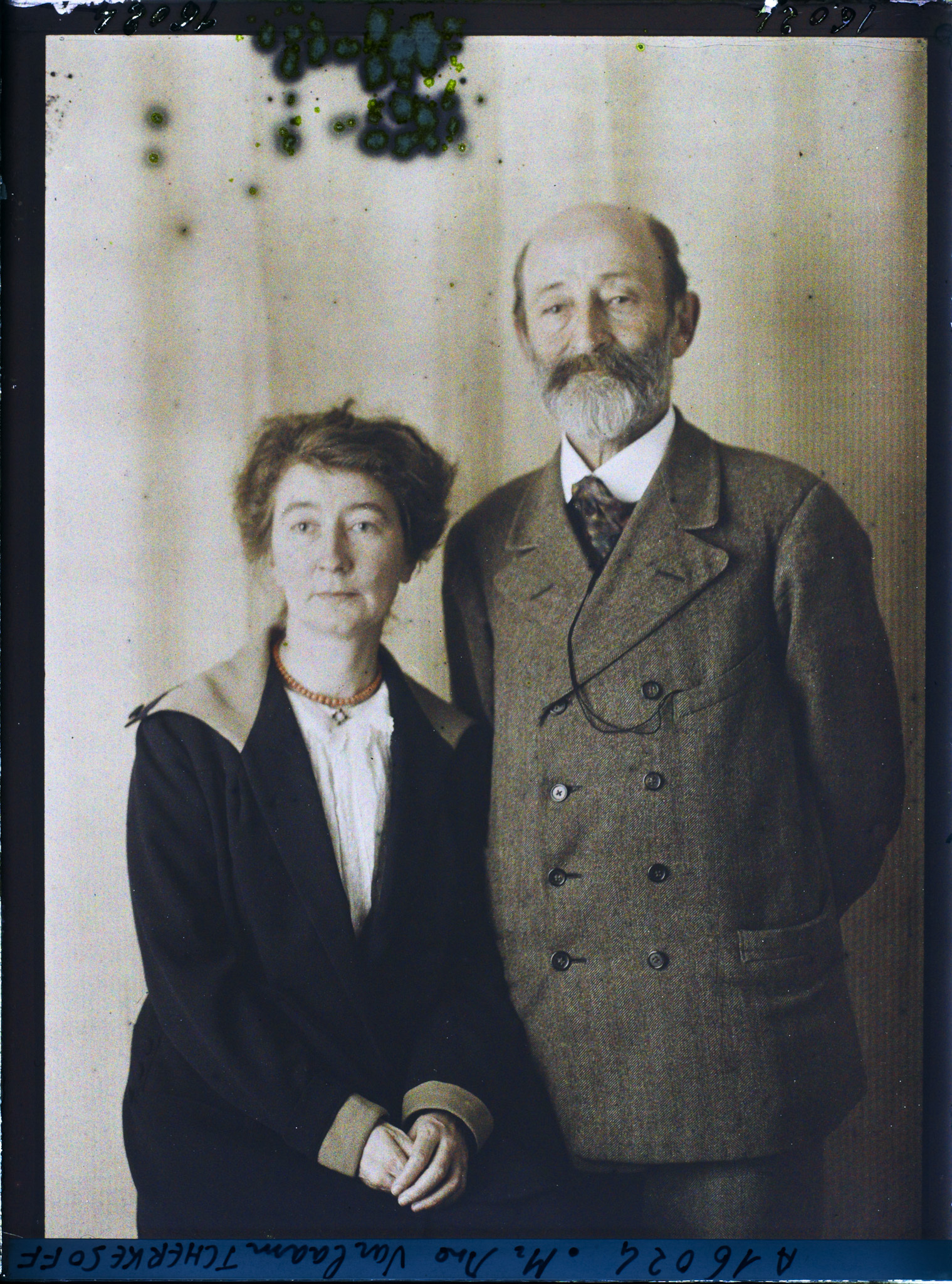
Варлаам Черкезишвили с женой Фридой

Князь Варлаам Асланович (Николаевич) Черкезишвили (Черкезов) (15 сентября 1846, Тохлиаури — 18 августа 1925, Лондон) — русский и грузинский анархист, сторонник анархо-коммунизма, близкий друг и соратник П. А. Кропоткина. Активно участвовал в деятельности российских и грузинских революционных обществ в Европе, внёс значительный оригинальный вклад в критику марксистских идей государственного социализма.

## Биография
Родился в 1846 году в селе Тохлиаури Тифлисской губернии в семье обедневшего дворянина из рода Черкезишвили. В 1864 окончил Вторую московскую военную гимназию. Затем в 1865—1866 годах учился в Петровской сельскохозяйственной академии.
Участник революционного движения 1860-х годов, член кружков Ишутина и С. Г. Нечаева (1869). В 1874 году выслан в Томск. В 1876 бежал из ссылки за границу. Жил в эмиграции в Лондоне, участник международного анархистского движения. Сотрудничал с П. Л. Лавровым, затем примкнул к бакунистам. В конце 1870-х годов в Женеве познакомился и близко подружился с П. А. Кропоткиным, вошёл в состав его кружка анархистов. Через круг общения Кропоткина познакомился с феминисткой Анни Драйхёрст и учил её грузинскому языку.
В 1885 году Черкезов через Турцию нелегально вернулся в Грузию, поселился в селе Мухрани и работал учителем детей княгини Мухранской, но вскоре снова уехал за границу и вернулся в Лондон.
В 1886—1901 под псевдонимами Вазиани и В.Марвели писал из Лондона корреспонденции для газеты «Иверия», издававшейся Ильёй Чавчавадзе. В опубликованной в «Иверии» корреспонденции Вазиани от 31 июля 1894 года Черкезишвили описал своё посещение семьи картвелолога и переводчицы Марджори Уордроп, переписывавшейся в то время с Чавчавадзе.
В середине 1890-х годов Черкезов вновь нелегально посетил Грузию и с этого времени в его публичных выступлениях появляется тема национализма и независимости Грузии. В 1903—1905 он активно сотрудничал с анархистской газетой «Хлеб и Воля», которую издавал Георгий Гогелия. В апреле 1904 года он стал одним из основателей партии грузинских социалистов-федералистов и был избран в центральный комитет партии.
Во время революции 1905 года участвовал в тайной операции по отправке в Россию оружия на пароходе «John Grafton», окончившейся неудачей. После издания Манифеста 17 октября 1905 года Черкезов вернулся в Россию, некоторое время жил в Петербурге потом в Тифлисе, где участвовал в издании первых легальных анархистских газет. В июле 1906 года он снова эмигрировал и вернулся в Лондон. 
В 1907 году Варлаам Черкезишвили и Георгий Гвазава собрали несколько тысяч подписей и написали от имени грузинского народа антироссийскую петицию к международной конференции в Гааге. Авторы петиции привлекли Оливера Уордропа, Анни Драйхёрст и других европейских деятелей, сочувствовавших Грузии, чтобы донести текст петиции до участников конференции.
В годы Первой мировой войны Черкезишвили стоял на антигерманских позициях. Вместе с группой других анархистов подписал предложенный Кропоткиным «манифест 16-ти» в поддержку Антанты. Черкезишвили с огромным воодушевлением воспринял падение царизма и независимость Грузии, вернулся и в 1917—1921 годах жил в Грузии, помогая становлению молодой республики. Поражение республики и захват Грузии большевиками стали для него личной трагедией. Он вернулся в Лондон и отошёл от революционного движения, работал над своими воспоминаниями. Варлам Черкезишвили умер в 1925 году в Лондоне.

## Публицистика и полемика с марксистами
Оригинальный публицистический вклад Черкезова в основном касался анализа и реабилитации идей раннего утопического социализма а также критики идей современных ему марксистов, убеждённым противником которых он стал в конце 1880-х годов. Доминирование марксизма в революционных движениях он рассматривал как одно из проявлений реакции, последовавшей за разгромом народничества в России и Парижской коммуны во Франции.
Проведя текстологический анализ, Черкезов пришёл к выводу, что многие ключевые работы классиков марксизма в значительной степени состояли из плагиата. В частности, Черкезов называл «Манифест коммунистической партии» 1848 года прямым заимствованием из работы Виктора Консидерана Manifeste de la démocratie au XIXe siècle, а книгу Энгельса «Происхождение семьи, частной собственности и государства» считал компиляцией книги Моргана «Древнее общество». Точку зрения Черкезова про плагиат и его критику марксизма поддержал австрийский публицист-анархист Пьер Рамус. 
Политическая позиция и публицистика Варлама Черкезова были широко известны, его книги были переведены на несколько языков и доставляли множество неудобств русским социал-демократам. Социал-демократическая критика идей Черкезова стала одной из первых публицистических работ Иосифа Джугашвили. Так, в своей работе «Анархизм или социализм» (1906—1907) будущий генсек с издёвкой характеризовал Черкезова «несравненным вождём» анархистов. В той же работе будущий Сталин, защищая точку зрения марксизма на классовую борьбу и опровергая обвинения в адрес его основоположников в плагиате идей, писал:
Однако, довольно… Довольно, так как и сами анархисты не обращают серьезного внимания на донкихотский поход Рамуса – Черкезишвили: слишком уж очевиден бесславный конец этого смехотворного похода, чтобы уделять ему много внимания…
Бескомпромиссная последовательная критика марксизма и поддержка демократической Грузии в 1918—1921 годах, по-видимому, стали в советское время основными причинами почти полного забвения и исключения Варлама Черкезова из революционного пантеона, в то время как его соратник и единомышленник Кропоткин почитался в СССР как один из столпов отечественной революционной мысли.

## Некоторые сочинения
- Черкезов В. Н. Наконец-то сознались! Ответ К. Каутскому. — Тифлис: `Изд-во ``Теми`` (Община). Тип. Грузинск. Издат. Т-ва., 1907.
- Черкезов В. Н. Предтечи Интернационала. Доктрины марксизма. — Пб.-М.: Голос Труда, 1919. — 208 с.